# Square Eddy Merckx
Le square Eddy Merckx (en néerlandais : Eddy Merckxplein) est un square bruxellois de la commune de Woluwe-Saint-Pierre ou aboutissent l'avenue des Bergeronnettes, l'avenue des Merles, l'avenue des Alouettes et l'avenue des Pinsons sur une longueur totale de 70 mètres.

## Historique et description

### Origine du nom
Le nom du square vient du coureur cycliste belge Eddy Merckx.